# Véronicastroside
Le véronicastroside est un composé chimique de la famille des flavones. C'est plus précisément un hétéroside, le 7-O-rutinoside d'une flavone, la lutéoline.